# Abaújszántói fürdő megállóhely
Abaújszántói fürdő megállóhely egy Borsod-Abaúj-Zemplén vármegyei vasúti Abaújszántó településen, a MÁV üzemeltetésében. A belterület délnyugati részén létesült, a 3703-as út vasúti keresztezése mellett, annak déli oldalán.

## Vasútvonalak
A megállóhelyet az alábbi vasútvonalak érintik:
- Szerencs–Hidasnémeti-vasútvonal

## Kapcsolódó állomások
A megállóhelyhez az alábbi állomások vannak a legközelebb:
- Golop megállóhely (Szerencs vasútállomás, Szerencs–Hidasnémeti-vasútvonal)
- Abaújszántó vasútállomás (Hidasnémeti vasútállomás, Szerencs–Hidasnémeti-vasútvonal)

## Forgalom
| Járat        | Útvonal                                                                    | Gyakoriság |
| ------------ | -------------------------------------------------------------------------- | ---------- |
| személyvonat | Szerencs – Mád – Rátka – Tállya – Golop – Abaújszántói fürdő – Abaújszántó | 2 óránként |